# Oliver Schories

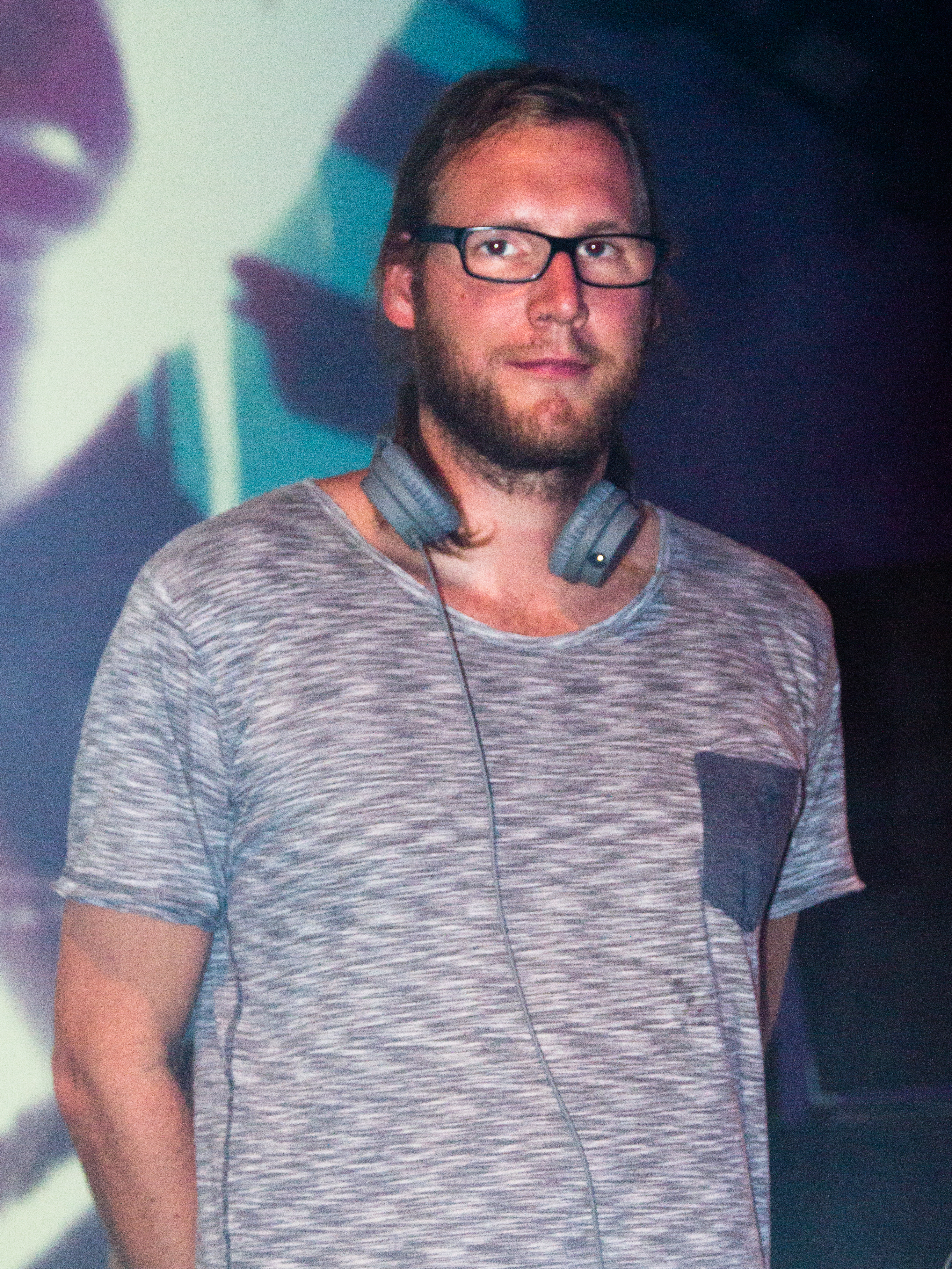
Oliver Schories auf der Airbeat One 2015

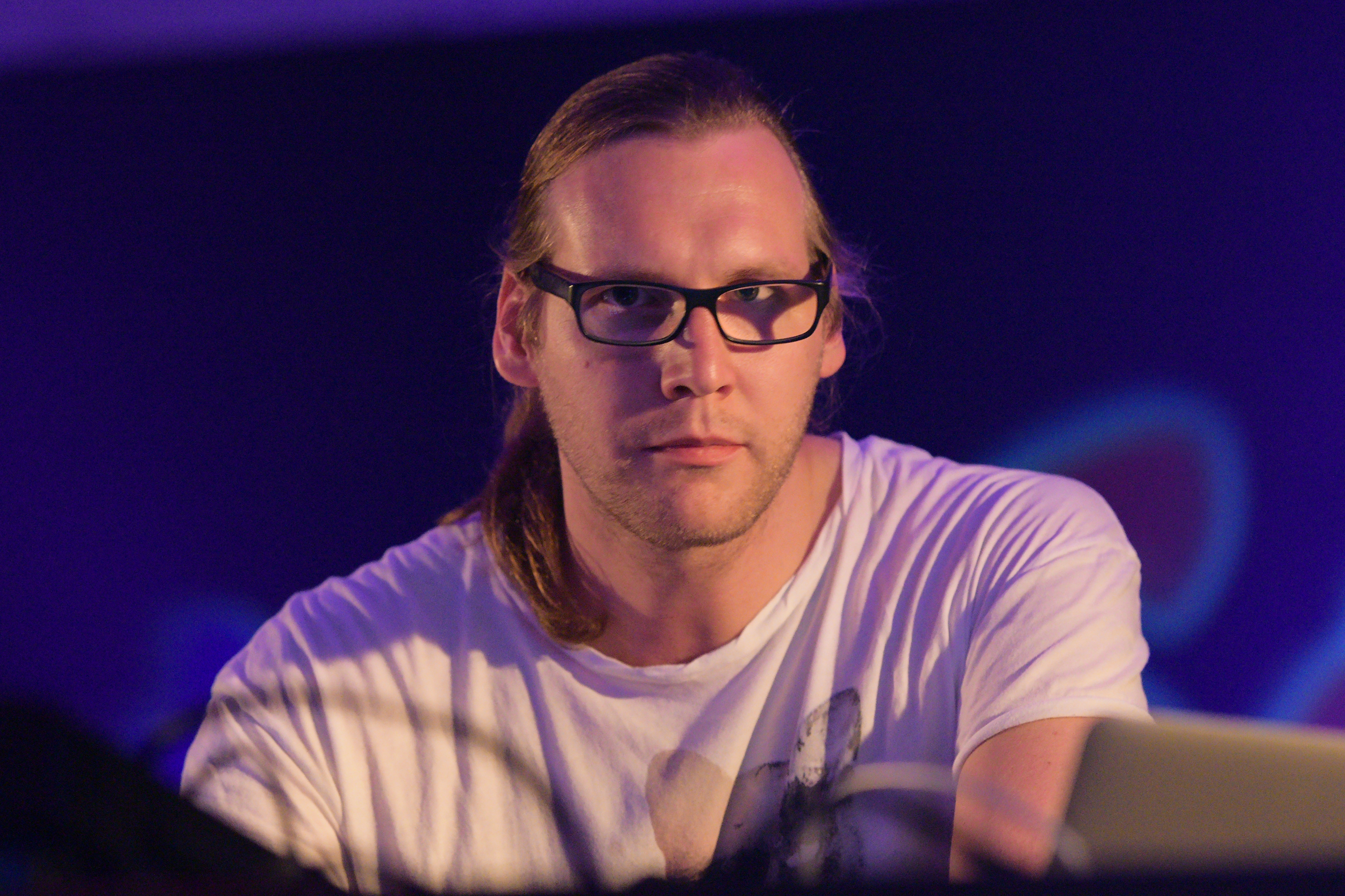
Oliver Schories bei Mayday 2015

Oliver Schories (* 1982) ist ein DJ, Produzent und Remixer im Bereich der elektronischen Musik. 
Oliver Schories hat über 20 Singles bzw. EPs produziert, darunter auch Remixe für Künstler wie beispielsweise Gui Boratto und AKA AKA. Im Jahr 2012 erschien die Debütplatte Herzensangelegenheit. 2013 erschien für das Faze Magazin die Faze In The Mix 012, sowie Schories’ zweites Album Exit. Am 12. Dezember 2014 publizierte Schories den Track One Thing, der Teil der Compilation A Collection of Unreleased Pearls des Labels trndmsk ist.
Am 19. November 2013 gründete Schories außerdem das Musiklabel SOSO Hamburg, auf dem er auch die Alben Fields Without Fences (2015) und Relatively Definitely (2016) veröffentlichte.

## Diskografie
Alben
- 2012: Herzensangelegenheit (Parquet Recordings)
- 2013: Exit (Der Turnbeutel)
- 2015: Fields Without Fences (SOSO)
- 2016: Relatively Definitely (SOSO)
- 2018: Blitzbahn (SOSO)
- 2020: Paradigm (Pracht)

DJ-Mix
- 2013: Faze In The Mix 012
- 2014: Noise Ball

Singles
- 2014: One Thing